# 2015年のバレーボール
< 2015年 | 2015年のスポーツ
2015年のバレーボール（2015ねんのバレーボール）では、2015年（平成27年）のバレーボール関連の出来事をまとめる。

## できごと

### 1月
- 8日 - 第64回日本スポーツ賞の表彰式が行われ、全日本女子が競技団体別最優秀賞を受賞。昨年8月のバレーボールワールドグランプリ初の銀メダル獲得による[1]。
- 11日 - この日まで行われた全日本バレーボール高等学校選手権大会において、男子は東福岡高校、女子は金蘭会高校が優勝し、ともに今年度の高校三冠を達成した[2]。

### 2月
- 2日 - 日本バレーボールリーグ機構は、Vチャレンジリーグを来季の2015/16シーズンから、8チームからなる「VチャレンジリーグⅠ」と「VチャレンジリーグⅡ」（チーム数不明）の2部リーグ構成とし、準加盟チームにも門戸を広げると発表[3]。
- 26日 - 日本バレーボール協会はNECレッドロケッツ所属・大野果奈のドーピング違反を発表し、2か月の出場停止処分とした。原因は医師に処方された喘息治療薬のホクナリンによる[4]。Vリーグ機構も同様の処置を科すと発表[5]。

### 3月
- 6日 - 日本バレーボールリーグ機構は、群馬銀行グリーンウイングスとプレステージ・インターナショナルの準加盟内定、及び2015/16シーズンから発足するV・チャレンジリーグIIへの参戦を発表した[6]。

### 4月
- 4日 - Vプレミアリーグ女子でNECレッドロケッツが久光製薬スプリングスをセットカウント3-1で破り、10年ぶり通算5度目の優勝。久光製薬は3連覇ならず[7][8]。
- 5日 - Vプレミアリーグ男子でJTサンダーズがサントリーサンバーズをセットカウント3-0のストレートで下し、創部84年にして日本リーグ・Vリーグ時代も含めトップリーグで初優勝を飾った[9][10]。

### 5月
- 2日 - 韓国Vリーグ女子部は、外国人選手としてアメリカ合衆国の若手のみを採用することとし、この日カリフォルニア州アナハイムでトライアウトを実施して6名が合格した[11][12]。
- 6日 - 第64回黒鷲旗大会女子でJTマーヴェラスが通算3度目の優勝[13]。Vチャレンジリーグ所属チームの優勝は史上初[14]。
- 18日 - 日本バレーボール協会は臨時理事会で羽牟裕一郎会長の解任を決定。後任は6月23日に新理事による互選により決定する[15]。

### 6月
- 23日 - 日本バレーボール協会は臨時理事会にて新会長に日本バレーボールリーグ機構代表理事会長の木村憲治を選出。任期は2年。木村は当面の間協会事務局長も兼任する[16]。

### 7月
- 6日 - Vリーグ機構は臨時理事会を開催し、木村憲治の代表理事会長辞任及び嶋岡健治の会長昇任を決定した[17]。
- 12日 - ユニバーシアード光州女子大会でロシアが二連覇。日本が銅メダルを獲得。メダル獲得は1997年のシチリア大会以来18年ぶり[18]。
- 19日 - バレーボール・ワールドリーグでフランスが初優勝。グループ2で優勝した勢いでグループ1も制した[19]。
- 29日 - 日本バレーボール協会は臨時理事会にて志村雅一（理事、元JT副社長）の副会長就任を決定した[20]。

### 8月
- 7日 - Vリーグ機構は、Vリーグ社員のジュニアチームによる「Vリーグジュニア選手権大会」の新設を発表した。参加できるのはジュニアチームの中学生のみ[21]。
- 21日 - 全日本オリンピック経験者による「日本バレーボール・オリンピアンの会」が設立記者会見を行い、競技人口増加や指導者育成を目指すとした。会長は小泉勲（メキシコオリンピック銀メダリスト）[22]。

### 9月
- 6日 - この日まで行われた2015年ワールドカップバレーボール女子大会で、中華人民共和国が優勝。準優勝したセルビアとともにリオデジャネイロオリンピックの出場権を得た[23]。
- 23日 - この日まで行われた2015年ワールドカップバレーボール男子大会で、アメリカ合衆国が優勝。準優勝したイタリアとともにリオデジャネイロオリンピックの出場権を得た[24]。

## 結果

### 国際大会
- 日韓Vリーグトップマッチ
  - 男子：安山OK貯蓄銀行ラッシュアンドキャッシュ 3 - 2 JTサンダーズ
  - 女子：NECレッドロケッツ 3 - 0 IBK企業銀行アルトス
- アジア選手権
  - 女子決勝：中華人民共和国 3 - 0 大韓民国
- アジアU-23選手権
  - 男子決勝：イラン 3 - 1 大韓民国
  - 女子決勝：中華人民共和国 3 - 1 タイ
- モントルーバレーマスターズ
  - 決勝：トルコ 3 - 2 日本
- ユニバーシアード
  - 男子決勝：ロシア 3 - 1 ウクライナ
  - 女子決勝：ロシア 3 - 0 ウクライナ
- バレーボール・ワールドリーグ
  - 決勝：フランス 3 - 0 セルビア
- ワールドグランプリ
  - 優勝：アメリカ合衆国
- ワールドカップ
  - 男子優勝：アメリカ合衆国
  - 女子優勝：中華人民共和国
- 欧州選手権
  - 男子決勝：フランス 3 - 0 スロベニア
  - 女子決勝：ロシア 3 - 0 オランダ
- 南米選手権
  - 男子決勝：ブラジル 3 - 0 アルゼンチン
  - 女子決勝：ブラジル 3 - 0 ペルー
- バレーボールアフリカ選手権
  - 男子決勝：エジプト 3 - 0 チュニジア
  - 女子決勝：ケニア 3 - 0 アルジェリア
- 北中米選手権
  - 男子決勝：カナダ 3 - 1 キューバ
  - 女子決勝：アメリカ合衆国 3 - 1 ドミニカ共和国

### 国内大会

#### 日本
- 全日本バレーボール高等学校選手権大会（春高バレー）
  - 男子決勝：東福岡高校 3 - 0 大村工業高校（東福岡は年間三冠を達成した）
  - 女子決勝：金蘭会高等学校 3 - 0 大阪国際滝井高校（金蘭会は年間三冠を達成した）
- 全日本9人制バレーボール総合選手権
  - 男子決勝：住友電工 2 - 0 JFE西日本
  - 女子決勝：パナソニックESブルーベルズ 2 - 0 富士通テン
- 全国6人制バレーボールリーグ総合男女優勝大会
  - 男子：グランドチャンピオンマッチ優勝 - VC長野トライデンツ
  - 女子：決勝リーグ優勝 - ブレス浜松
- バレーボール2014/15Vチャレンジリーグ
  - 男子優勝：大分三好ヴァイセアドラー
  - 女子優勝：JTマーヴェラス
- バレーボール2014/15Vプレミアリーグ
  - 男子ファイナル：JTサンダーズ 3 - 0 サントリーサンバーズ
  - 女子ファイナル：NECレッドロケッツ 3 - 1 久光製薬スプリングス
- 第64回黒鷲旗大会
  - 男子決勝：サントリーサンバーズ 3 - 1 東レ・アローズ
  - 女子決勝：JTマーヴェラス 3 - 0 トヨタ車体クインシーズ
- 全日本9人制バレーボールトップリーグ
  - 男子優勝：住友電工
  - 女子優勝：パナソニックESブルーベルズ
- 全日本9人制バレーボール実業団選手権
  - 男子決勝：中部徳洲会病院 2 - 0 住友電工
  - 女子決勝：パナソニックESブルーベルズ 2 - 0 イビデン
- 全国高等学校総合体育大会バレーボール競技大会
  - 男子決勝：大塚高校 3 - 2 駿台学園高校
  - 女子決勝：九州文化学園高校 3 - 1 文京学院大学付属高校
- 国民体育大会
  - 成年男子決勝：静岡県（東レ）3 - 0 東京都（FC東京）
  - 成年女子決勝：岡山県（岡山シーガルズ）3 - 1 滋賀県（東レ）
  - 少年男子決勝：福岡県 3 - 0 鹿児島県
  - 少年女子決勝：長崎県（九州文化学園高校）3 - 0 京都府（京都橘高校）

#### 韓国
- Vリーグ
  - 男子優勝決定戦 - 安山OK貯蓄銀行ラッシュアンドキャッシュ （3勝）- 三星火災ブルーファングス（3敗）
  - 女子優勝決定戦 - IBK企業銀行アルトス（3勝） - 韓国道路公社ハイパスジェニス（3敗）

## 死去
- 1月10日 - 都沢凡夫 （つくばユナイテッドSun GAIA部長、*1948年）[25]
- 6月3日 - 備前夕子 （元日立ベルフィーユ、*1975年）[26]